# CTV
CTV (англ. CTV Television Network) — найбільша приватна англомовна мережа Канади, яка належить Bell Media (одна з філій BCE Inc). Телеканал займає провідні позиції серед інших канадських фірм.
У 1958 уряд прем'єр-міністра Джона Діфенбейкера прийняв новий Закон про створення Ради телемовлення губернатора як керівного органу Канадської радіомовної корпорації (CBC). В першому акті нового складу Ради йшлося про те, щоб створити нові телевізійні станції в Галіфаксі, Монреалі (англійською та французькою мовами), Оттаві, Торонто, Вінніпезі, Калгарі, Едмонтоні, Ванкувері.
Джон Бассетт висловив зацікавленість у створенні «другої телевізійної мережі» у Канаді. В липні 1960 формується Організація незалежного телебачення, що складається з восьми нових приватних станцій.
Нова мережа під назвою CTV Television Network почала працювати 1 жовтня 1961.
Перша ніч в ефірі почалася з рекламного документального фільму Харрі Раскі про нову мережу.
Дебютний сезон (1961-1962) CTV почала з такими програмами, п'ять з них були канадського виробництва:
- Шоу Енді Гріффіта (США)
- Шах і мат (США)
- Шоу «Крос Канада Барнданс»(Канада)
- Серіал «Мегре» (Велика Британія)
- Пригодницька програма «Стрілець» (США)
- Шоу-гра «Шоудаун» (Канада)
- «Співайте разом з Мітчем» (США)
- Вікторина «Отримай шанс», яка адаптована з радіо (Канада)
- «Топ-коти»(США)
- «Двадцять питань» (Канада)
- «Західне узбережжя» (Канада)
- «Ремінь» (Австралія)
- Різні серії популярних серіалів, такі як «Телепол».

Логотип телевізійного каналу сформувався у 1961 році, а 1998 став кольоровим.
Програми
В основному складається з американський серіалів (наприклад, Незвична раса, Теорія Великого Вибуху, Блакитна кров, Замок, CSI, Танці з зірками, Анатомія Грей, Менталіст, Незабутній, X-Factor), але також мали успіх шоу канадського виробництва, таких як Південь, Сила гри, Деграссі: Наступне покоління, Наднова зірка, Одинадцята година, Температура спалаху; Той, що читає думки; канадський Idol.
Також CTV має національні новини, ранкову програму Канада AM, місцеві випуски новин CTV News, політичний журнал W-П'ять. Транслюються і спортивні програми.